# 普贤寺 (朝鲜)

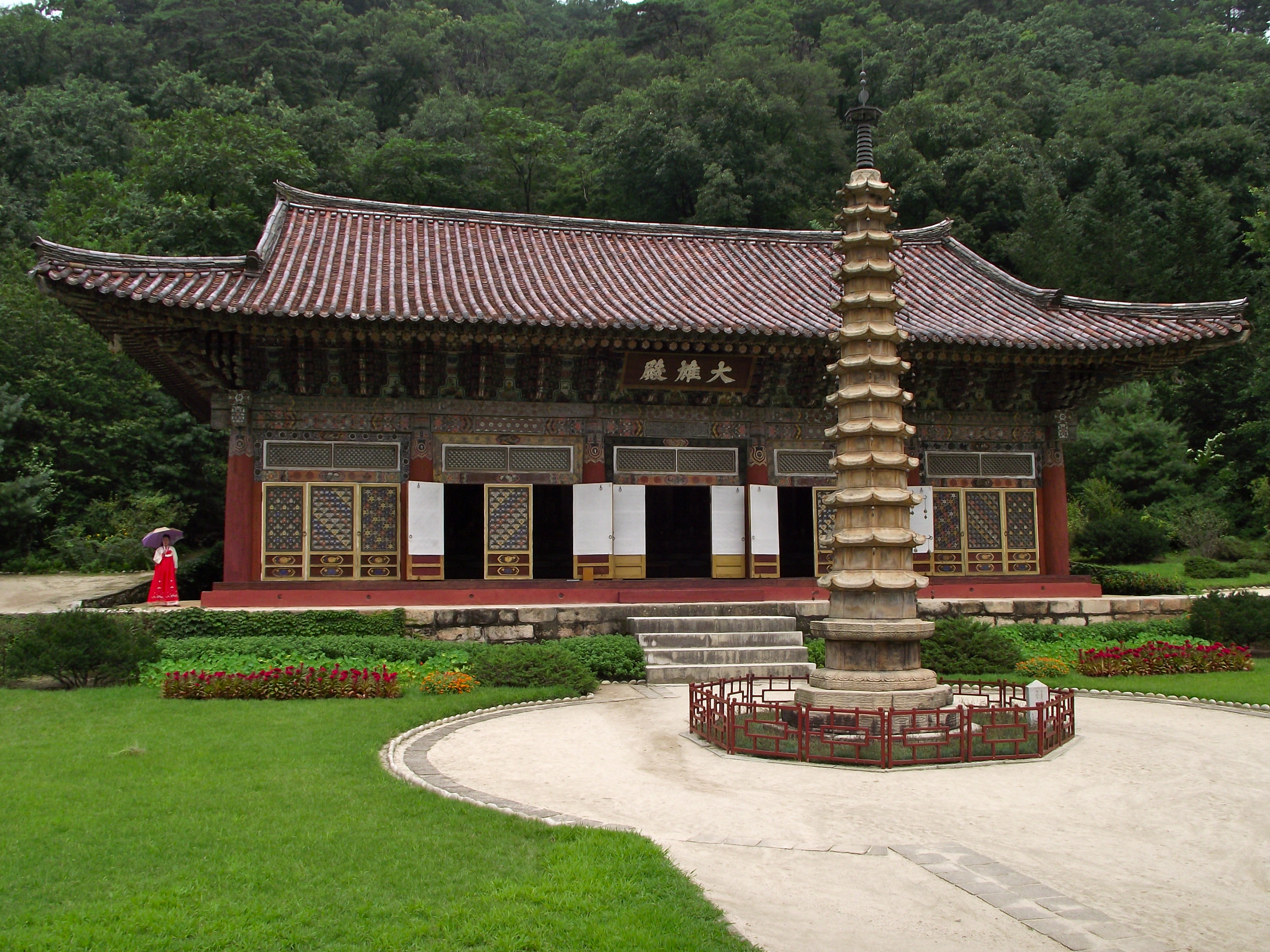
普賢寺大雄寶殿

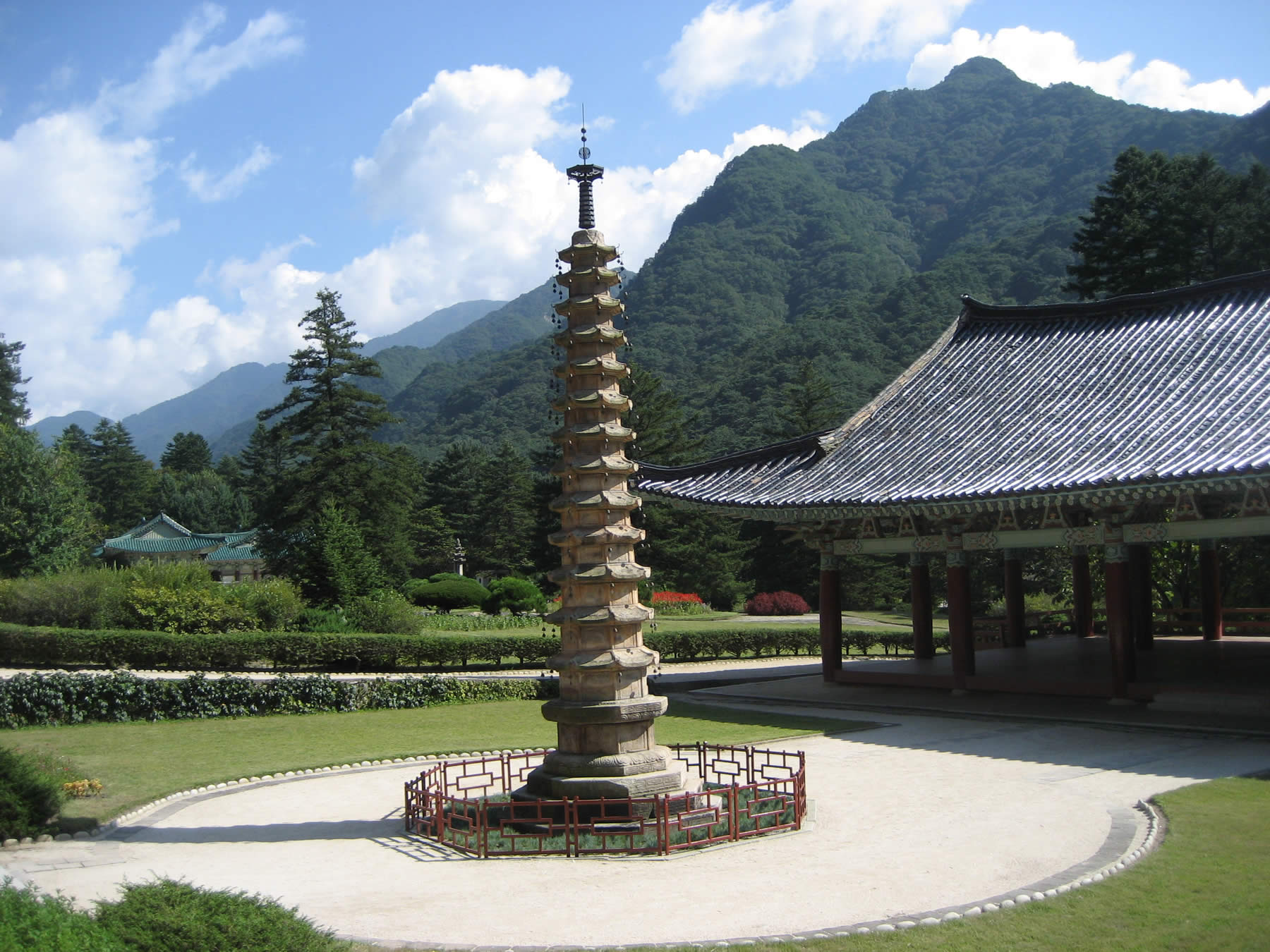
普賢寺釋迦塔

普賢寺（朝鲜语：／），位於朝鮮平安北道香山郡妙香山。始建於高麗時期的1042年。其大雄殿院內的八角十三層塔是中世紀朝鮮建築最高水準的體現；寺內建有「大藏經保存庫」收藏1937年印製的《八萬大藏經》印刷本，反映出當時的印刷技術。
韓戰時普賢寺部分被毀，朝鮮民主主義人民共和國建國後修復，並將其收入第40號國寶。